# Tettigellita funesta
Tettigellita funesta är en insektsart som beskrevs av Young 1986. Tettigellita funesta ingår i släktet Tettigellita och familjen dvärgstritar. Inga underarter finns listade i Catalogue of Life.